# Escola Secundária Jerónimo Emiliano de Andrade

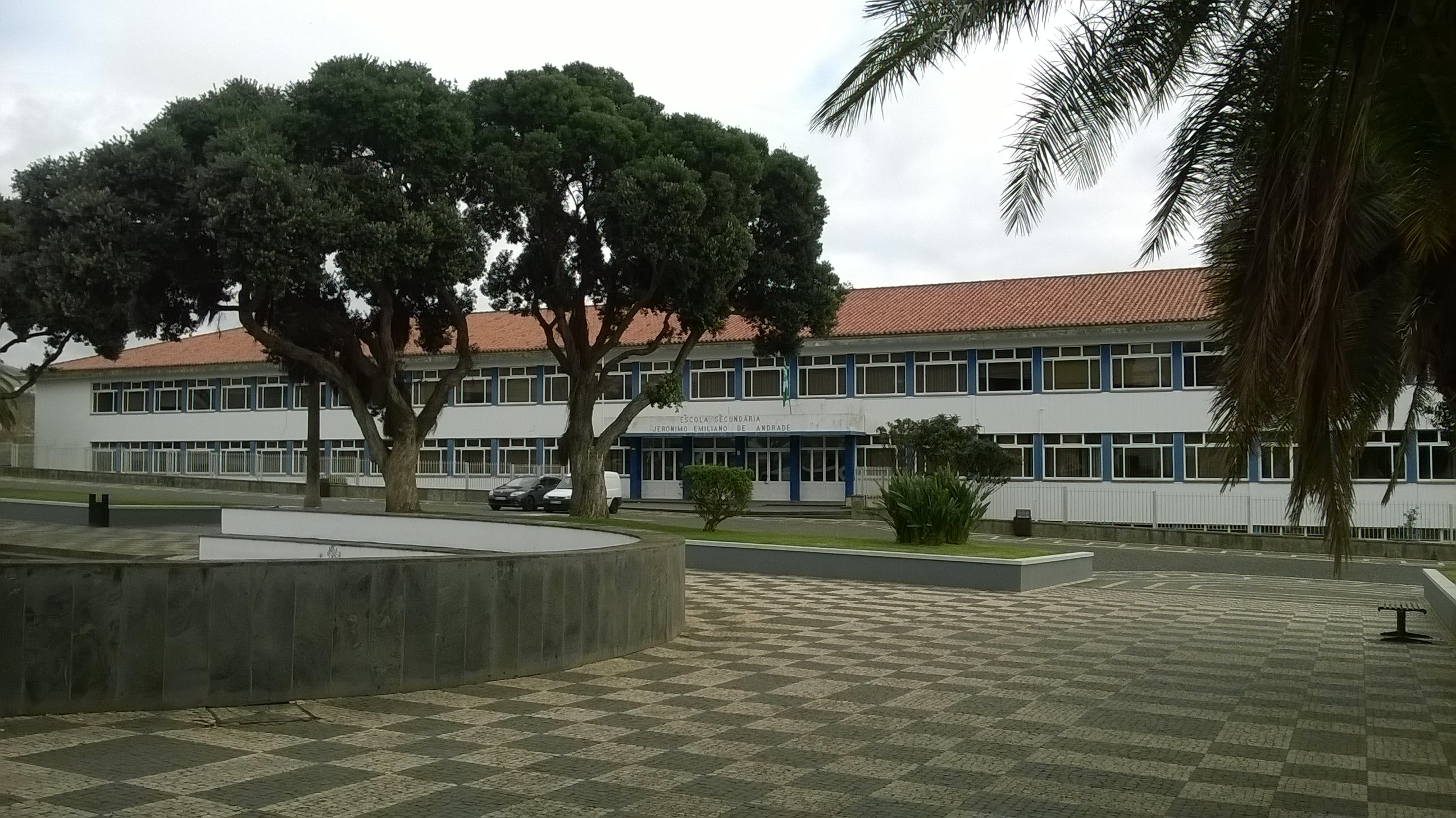
Escola Secundária Jerónimo Emiliano de Andrade, Angra do Heroísmo.

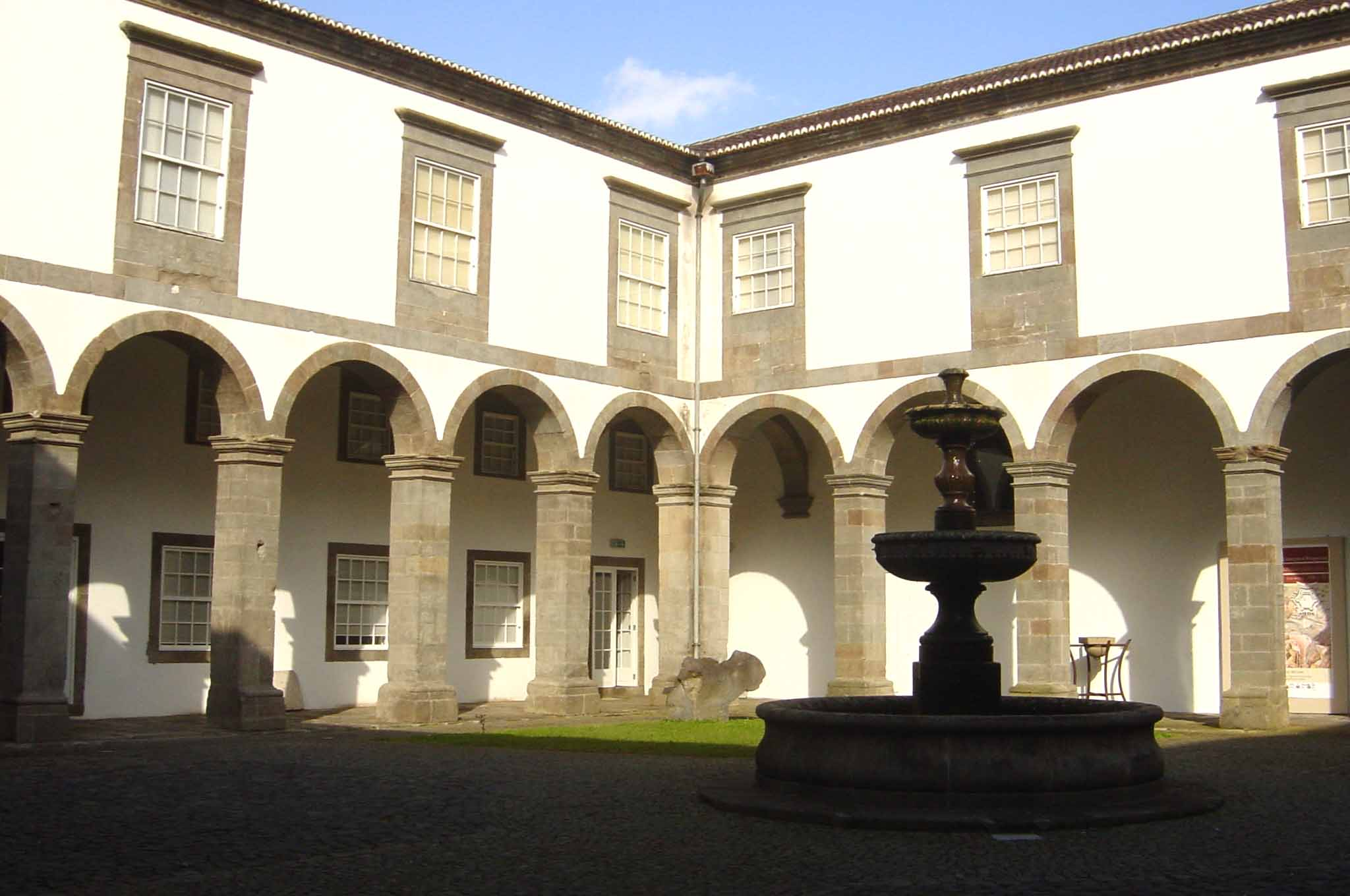
Claustro do Convento de São Francisco de Angra, onde durante mais de um século funcionou o Liceu de Angra.

A Escola Secundária Jerónimo Emiliano de Andrade é um estabelecimento público de ensino secundário, sito na cidade de Angra do Heroísmo, resultante da fusão do antigo Liceu Nacional de Angra do Heroísmo com a Escola Industrial e Comercial de Angra do Heroísmo. O estabelecimento de ensino tem como patrono Jerónimo Emiliano de Andrade (1789 — 1847), Comissário de Estudos em Angra do Heroísmo e primeiro reitor do liceu angrense.

## História
Remonta à criação do Liceu Nacional de Angra do Heroísmo, por Decreto de 20 de Setembro de 1844, no contexto da reforma educativa de Costa Cabral.
A 6 de agosto de 1846 foi nomeado como seu primeiro reitor o padre Jerónimo Emiliano de Andrade, Comissário de Estudos no Distrito de Angra do Heroísmo, que recebeu o encargo de instalar a instituição e arrancar com as aulas. Jerónimo Emiliano de Andrade, para além de reitor, foi professor vitalício da quinta e sexta cadeiras do Liceu, revelando-se um docente notabilíssimo, autor de vários compêndios destinados ao ensino liceal.
As primeiras instalações conseguidas foram as do extinto Convento de São Francisco, no lado Oeste do edifício (voltado para o centro histórico da cidade de Angra do Heroísmo. As aulas iniciaram-se em Outubro de 1851, entretanto ainda com sérias deficiências por falta de professores e de instalações adequadas.
A partir de 1864 instalou-se no lado Este do edifício o Seminário Diocesano de Angra.
Em 1900 as instalações do Liceu de Angra foram transferidas para o Palácio Bettencourt, antigo Paço Episcopal (hoje sede da Biblioteca Pública e Arquivo Regional de Angra do Heroísmo), tendo retornado para as suas primitivas instalações no edifício do antigo Convento poucos anos mais tarde, em 1913, após a Implantação da República Portuguesa.
Pelo Decreto n.º 15 805 de 31 de Julho de 1928 o Liceu passou para a administração da Junta Geral do Distrito Autónomo de Angra do Heroísmo, embora alguns aspectos do seu funcionamento ficassem na dependência do Ministério das Instrução Pública. Pelo Decreto n.º 17 968 de 15 de Fevereiro de 1930 o Liceu passou à categoria de Liceu Central, passando a ministrar o curso complementar aos alunos dos Distritos de Angra do Heroísmo e da Horta (o mesmo decreto concedeu igual categoria ao Liceu Nacional de Ponta Delgada). Durante o Estado Novo Português o Liceu era simplesmente referido como Liceu Nacional de Angra do Heroísmo.
A saída definitiva das velhas instalações conventuais ocorreu a 9 de Outubro de 1969, data em que foram inauguradas as instalações escolares, construídas de raiz, onde hoje a instituição funciona. O edifício, sito na Praça Almeida Garrett, à data da inauguração denominada Praça Cavaleiro Ferreira, foi inaugurado naquele dia com a presença do Ministro das Obras Públicas, Engenheiro Rui Alves da Silva Sanches, e do Ministro da Educação Nacional, Doutor José Hermano Saraiva. O imóvel tem um logradouro de 21 500 m², tendo ao tempo uma superfície coberta de 2 800 m², e fora construído entre 1966 e 1969, com um custo 21 mil contos, dos quais 3 600 contos foram para aquisição de equipamentos.
Vocacionado para preparar os alunos para ingresso no ensino superior, a partir de um plano de estudos de formação clássica, também preparou quadros para a administração, os serviços, a indústria e comércio locais. A instituição servia então todo o Distrito de Angra do Heroísmo, recebendo os poucos alunos originários das ilha Graciosa e São Jorge que tinham posses que lhes permitissem passar além da 4.ª classe.
Com a criação do ensino preparatório em 1968, a instituição foi dividida em duas partes: a Escola Preparatória Ciprião de Figueiredo, que partilhava instalações e recursos com Liceu, e o Liceu Nacional de Angra do Heroísmo, ministrando os cursos gerais e complementares do ensino liceal. As duas instituições e a Escola do Magistério Primário de Angra do Heroísmo foram transferidas em 1969 para o novo edifício do Liceu, aí coabitando durante mais de uma década.
Com a Revolução do 25 de Abril e com o advento da autonomia política dos Açores, a instituição sofreu uma profunda mutação, que culminou na sua transformação em Escola Secundária de Angra do Heroísmo e a absorção da Escola Industrial e Comercial de Angra do Heroísmo na sua estrutura. A transformação foi consequência da entrada em vigor do Decreto-Lei n.º 80/78, de 27 de Abril, que fundiu o sistema técnico-profissional com o liceal, criando escolas secundárias em substituição de liceus e escolas industriais e comerciais, o recém formado Governo Regional dos Açores, ainda sem competências consolidadas em matéria de educação, optou pela fusão do Liceu Nacional de Angra do Heroísmo com a Escola Industrial e Comercial de Angra do Heroísmo.
Em consequência, o Governo Regional, pelo Despacho Normativo n.º 59/78, de 12 de Setembro, integrou a Escola Industrial e Comercial de Angra do Heroísmo no Liceu Nacional de Angra do Heroísmo, e pela Portaria 691/78, de 30 de Novembro, ambos os estabelecimentos foram extintos, dando origem à Escola Secundária de Angra do Heroísmo.
As instalações da extinta Escola Industrial, e todo o seu património, foram afectas à Escola Secundária de Angra do Heroísmo pela Portaria n.º 44/82, de 27 de Julho[ligação inativa], passando a funcionar como o Anexo da escola secundária. Em 1998 o Palacete Silveira e Paulo foi entregue à Direcção Regional da Cultura, que depois de obras de restauro, para ali se mudou em 2003, ficando o Anexo restrito às instalações escolares entretanto construídas no reduto do imóvel. Esta situação manteve-se parcialmente até 2008, altura em que aquele estabelecimento escolar foi definitivamente desactivado com entrada em funcionamento da nova Escola Básica e Secundária Tomás de Borba. A Escola Secundária Jerónimo Emiliano de Andrade está agora restrita ao seu edifício principal.

## Evolução da denominação
Ao longo dos mais de 150 anos da sua história, a instituição teve diversas designações e patronos, fruto da evolução dos conceitos e das orientações políticas de cada tempo. A actual Escola Secundária Jerónimo Emiliano de Andrade denominou-se:
- Liceu de Angra do Heroísmo — da sua fundação em 1844 até 1865, ano em que passou a ministrar o curso complementar, passando à categoria de Liceu Nacional.
- Liceu Nacional de Angra do Heroísmo — de 1865 até 1911, data em que na sequência da implantação da República Portuguesa adoptou por patrono D. João de Castro, passando a ser denominado Liceu Nacional D. João de Castro.
- Liceu Nacional D. João de Castro — manteve a designação de 1911 até 1928, ano em que passou a designar-se por Liceu Nacional Padre Jerónimo Emiliano de Andrade.
- Liceu Nacional Padre Jerónimo Emiliano de Andrade — manteve a designação até 1948, ano em que por decisão governamental foram retirados os nomes dos patronos à generalidade dos estabelecimentos de ensino, ficando a designar-se simplesmente Liceu Nacional de Angra do Heroísmo.
- Liceu Nacional de Angra do Heroísmo — de 1948 até 27 de Abril de 1978, data da extinção dos ensinos liceal e técnico, feita por força da aplicação do Decreto-Lei n.º 80/78, de 27 de Abril, data a partir da qual se passou a designar Escola Secundária de Angra do Heroísmo.
- Escola Secundária de Angra do Heroísmo — de 1978 até 1 de Setembro de 1989, data em que por Despacho de 1 de Agosto de 1989, com efeitos a partir de 1 de Setembro (por força do Decreto Lei 93/86, de 10 de Maio), o Secretário Regional da Educação e Cultura, Aurélio Henrique Silva Franco da Fonseca, lhe atribuiu a designação de Escola Secundária Padre Jerónimo Emiliano de Andrade. Esta alteração resultou do trabalho de uma comissão de professores da instituição que em 1988 fora incumbida de desenvolver as iniciativas necessárias à adopção do nome do primeiro Reitor do Liceu de Angra para patrono, realizando-se então um vasto programa de comemorações.[2] A designação manteve-se até 25 de Outubro de 1994.
- Escola Geral e Básica Padre Jerónimo Emiliano de Andrade de Angra do Heroísmo — pelo Despacho SREC/94/38, de 25 de Outubro, constante do Jornal Oficial n.º 43, II Série, a designação para Escola Geral e Básica Padre Jerónimo Emiliano de Andrade de Angra do Heroísmo, dando cumprimento à alteração das tipologias das escolas entretanto posta em vigor a nível nacional. A designação manteve-se até 5 de Janeiro de 1999.
- Escola Básica do 3.º Ciclo e Secundária Padre Jerónimo Emiliano de Andrade de Angra do Heroísmo — dando cumprimento a nova alteração legislativa a nível nacional, pelo Despacho D/SREAS/99/1, publicado no Jornal Oficial n.º 1, II Série, de 5 de Janeiro de 1999, o nome foi alterado para Escola Básica 3.º Ciclo e Secundária Padre Jerónimo Emiliano de Andrade. O nome manteve-se até 2004, ano em que na sequência da publicação de legislação aprovada pelo parlamento açoriano, as escolas açorianas passaram a ter tipologias específicas, passando então a ter a actual designação.
- Escola  Secundária Jerónimo Emiliano de Andrade — designação fixada pelo Decreto Regulamentar Regional n.º 10/2004/A, de 12 de Abril, que concretizou o novo enquadramento legal, criando designações específicas para as escolas açorianas.

## Professores ilustres
- Jerónimo Emiliano de Andrade
- Manuel António Ferreira Deusdado
- Alfredo da Silva Sampaio
- Braga Paixão